# 마이클 페어먼

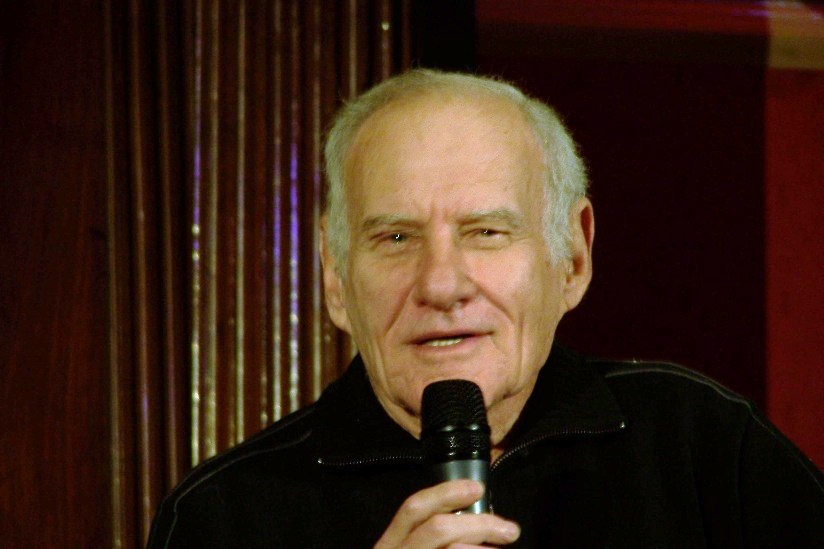

마이클 페어먼(Michael Fairman, 1934년 2월 25일 ~ )은 미국의 배우, 각본가이다.
뉴욕에서 태어났다.

## 출연 작품
- 다크 스트리트 (2008년)
- 데드 사일런스 (2007년) - 헨리 월커 역
- 러브 컴즈 투 더 엑시큐셔너 (2006년)
- 더 하드 이지 (2006년) - 코널 맥스 역
- 멀홀랜드 드라이브 (2001년) - 제이슨 역
- D-13 (2000년)
- 포스 오브 네이처 (1999년) - 리처드 홈즈 역
- 크리스마스 위시 (1998년)
- 큐피드 (1997년)
- 프리덤 스트라이크 (1997년)
- 레이트 쉬프트(영어판) (1996년)
- 죽음의 처방 (1996년)
- 잔혹 게임 (1989년)
- 대통령을 만드는 사람들 (1988년)
- 머나먼 정글 (1987년)
- 외계인 메스타 (1982년)
- 마릴린: 언톨드 스토리 (1980년)
- 도청 작전 (1971년)

### 텔레비전
- 해양특공작전 (1982년)
- 선스 오브 아나키 (2008년)
- 더 영 앤 더 레스트리스 (1973년)
- LA 로 (1986년)
- 맥가이버 - 파일롯 (1985년)
- 미녀 첩보원 (1983-87, Scarecrow and Mrs. King)